# المبراك
المبراك هي بلدة تقع في محافظة عمان شمال غرب الأردن.